# Persone di nome Filip/Calciatori
| Questa pagina contiene informazioni ricavate automaticamente dalle voci biografiche con l'ausilio del template Bio e di un bot. L'aggiornamento è periodico e automatico e ricostruisce completamente la pagina. Se manca una persona in questa lista, sei pregato di non aggiungerla, ma accertati piuttosto che la sua voce biografica contenga il template Bio e che i dati anagrafici siano correttamente compilati. Se il template Bio manca, inseriscilo tu stesso o, in alternativa, metti l'avviso {{tmp\|Bio}} che ne segnala la mancanza. Se i dati riportati sono sbagliati, correggi direttamente la voce biografica; le modifiche saranno visibili in questa lista entro pochi giorni. Per chiarimenti vedi il progetto antroponimi. La lista contiene solo le 120 persone che sono citate nell'enciclopedia e per le quali è stato implementato correttamente il template Bio. Pagina aggiornata al 22 lug 2025. |

Questa è una lista di persone presenti nell'enciclopedia che hanno il nome Filip e sono calciatori.

## A(3)
- Filip Antonijević, calciatore serbo (Belgrado, n. 2000)
- Filip Antovski, calciatore macedone (Kumanovo, n. 2000)
- Filip Arsenijević, ex calciatore serbo (Titovo Užice, n. 1983)

## B(14)
- Filip Bainović, calciatore serbo (Požarevac, n. 1996)
- Filip Balaj, calciatore slovacco (Zlaté Moravce, n. 1997)
- Filip Bačkulja, calciatore serbo (Kraljevo, n. 2002)
- Filip Beckman, calciatore svedese (n. 2003)
- Filip Bednarek, calciatore polacco (Słupca, n. 1992)
- Filip Benković, calciatore croato (Zagabria, n. 1997)
- Filip Bilbija, calciatore tedesco (Berlino, n. 2000)
- Filip Blašković, ex calciatore jugoslavo (Slavonski Brod, n. 1945)
- Filip Blažek, calciatore slovacco (Skalica, n. 1998)
- Filip Božić, calciatore serbo (Paraćin, n. 1999)
- Filip Bradarić, ex calciatore croato (Spalato, n. 1992)
- Filip Braut, calciatore croato (Fiume, n. 2002)
- Filip Bundgaard, calciatore danese (Randers, n. 2004)
- Filip Burkhardt, calciatore polacco (Poznań, n. 1987)

## D(7)
- Filip Daems, ex calciatore belga (Turnhout, n. 1978)
- Filip Damjanović, calciatore serbo (Belgrado, n. 1998)
- Filip Dangubić, calciatore croato (Fiume, n. 1995)
- Filip De Wilde, ex calciatore belga (Zele, n. 1964)
- Filip Despotovski, ex calciatore macedone (Skopje, n. 1982)
- Filip Dujmović, calciatore bosniaco (Livno, n. 1999)
- Filip Duranski, calciatore macedone (Skopje, n. 1991)

## F(1)
- Filip Filipov, ex calciatore bulgaro (Loveč, n. 1988)

## G(2)
- Filip Gačevski, calciatore macedone (Murska Sobota, n. 1990)
- Filip Gligorov, calciatore macedone (Skopje, n. 1993)

## H(8)
- Filip Havelka, calciatore ceco (Praga, n. 1998)
- Filip Hašek, calciatore ceco (n. 1997)
- Filip Helander, calciatore svedese (Malmö, n. 1993)
- Filip Hlevnjak, calciatore croato (Koprivnica, n. 2000)
- Filip Hlohovský, calciatore slovacco (Handlová, n. 1988)
- Filip Hlúpik, calciatore ceco (Uherské Hradiště, n. 1991)
- Filip Holender, calciatore serbo (Kragujevac, n. 1994)
- Filip Hološko, calciatore slovacco (Piešťany, n. 1984)

## I(3)
- Filip Ilie, calciatore rumeno (Bucarest, n. 2002)
- Filip Ivanović, calciatore serbo (Aranđelovac, n. 1992)
- Filip Ivanovski, ex calciatore macedone (Skopje, n. 1985)

## J(6)
- Filip Jagiełło, calciatore polacco (Lubin, n. 1997)
- Filip Janković, calciatore serbo (Belgrado, n. 1995)
- Filip Jazvić, calciatore croato (Bugojno, n. 1990)
- Filip Johansson, calciatore svedese (Surte, n. 1902 - † 1976)
- Filip Jović, calciatore serbo (Kruševac, n. 1997)
- Filip Jørgensen, calciatore danese (Lomma, n. 2002)

## K(12)
- Filip Kaloč, calciatore ceco (Ostrava, n. 2000)
- Filip Kaša, calciatore ceco (Ostrava, n. 1994)
- Filip Kasalica, ex calciatore montenegrino (Užice, n. 1988)
- Filip Kiss, calciatore slovacco (Dunajská Streda, n. 1990)
- Filip Kljajić, calciatore serbo (Belgrado, n. 1990)
- Filip Knežević, calciatore serbo (Raška, n. 1991)
- Filip Kostić, calciatore serbo (Kragujevac, n. 1992)
- Filip Krovinović, calciatore croato (Zagabria, n. 1995)
- Filip Krăstev, calciatore bulgaro (Sofia, n. 2001)
- Filip Kubala, calciatore ceco (Třinec, n. 1999)
- Filip Kukuličić, calciatore montenegrino (Podgorica, n. 1996)
- Filip Kurto, calciatore polacco (Olsztyn, n. 1991)

## L(4)
- Filip Lesniak, calciatore slovacco (Košice, n. 1996)
- Filip Lichý, calciatore slovacco (Banská Bystrica, n. 2001)
- Filip Lončarić, ex calciatore croato (Zagabria, n. 1986)
- Filip Luberecki, calciatore polacco (Ełk, n. 2005)

## M(12)
- Filip Majchrowicz, calciatore polacco (Olsztyn, n. 2000)
- Filip Malbašić, calciatore serbo (Belgrado, n. 1992)
- Filip Manojlović, calciatore serbo (Belgrado, n. 1996)
- Filip Marchwiński, calciatore polacco (Poznań, n. 2002)
- Filip Marković, ex calciatore serbo (Čačak, n. 1992)
- Filip Marčić, calciatore croato (Spalato, n. 1985)
- Filip Mielke, calciatore slovacco (n. 2005)
- Filip Mihaljević, calciatore croato (Zagabria, n. 1992)
- Filip Mitrović, calciatore montenegrino (Podgorica, n. 1993)
- Filip Mladenović, calciatore serbo (Čačak, n. 1991)
- Filip Modelski, ex calciatore polacco (Gdynia, n. 1992)
- Filip Mrzljak, calciatore croato (Zagabria, n. 1993)

## N(3)
- Filip Najdovski, calciatore macedone (Skopje, n. 1992)
- Filip Nguyen, calciatore ceco (Banská Bystrica, n. 1992)
- Filip Novák, calciatore ceco (Přerov, n. 1990)

## O(2)
- Filip Oršula, calciatore slovacco (Sebedražie, n. 1993)
- Filip Ozobić, calciatore croato (Bjelovar, n. 1991)

## P(8)
- Filip Pajović, calciatore serbo (Zrenjanin, n. 1993)
- Filip Pankarićan, calciatore serbo (Zrenjanin, n. 1993)
- Filip Panák, calciatore ceco (Karviná, n. 1995)
- Filip Pavišić, ex calciatore serbo (Belgrado, n. 1994)
- Filip Pejović, ex calciatore serbo (Šabac, n. 1982)
- Filip Petrov, ex calciatore macedone (Skopje, n. 1989)
- Filip Piszczek, calciatore polacco (Nowy Targ, n. 1995)
- Filip Prebsl, calciatore ceco (n. 2004)

## R(8)
- Filip Jørgensen, calciatore norvegese (Kragerø, n. 2002)
- Filip Rada, calciatore ceco (n. 1984)
- Filip Raičević, calciatore montenegrino (Podgorica, n. 1993)
- Filip Rajevac, calciatore serbo (Valjevo, n. 1992)
- Filip Rogić, calciatore svedese (Eskilstuna, n. 1993)
- Filip Rudzik, calciatore bielorusso (Leningrado, n. 1987)
- Filip Rýdel, ex calciatore ceco (Olomouc, n. 1984)
- Filip Rózga, calciatore polacco (Skawina, n. 2006)

## S(11)
- Filip Sachpekidis, calciatore svedese (Kalmar, n. 1997)
- Filip Serečin, calciatore slovacco (Košice, n. 1989)
- Filip Souček, calciatore ceco (Štěpánkovice, n. 2000)
- Filip Stanisavljević, calciatore serbo (Požarevac, n. 1987)
- Filip Stanković, calciatore serbo (Roma, n. 2002)
- Filip Starzyński, calciatore polacco (Stettino, n. 1991)
- Filip Stevanović, calciatore serbo (Užice, n. 2002)
- Filip Stojilković, calciatore svizzero (Zollikon, n. 2000)
- Filip Stojković, calciatore serbo (Ćuprija, n. 1993)
- Filip Stuparević, calciatore serbo (Belgrado, n. 2000)
- Filip Szymczak, calciatore polacco (Poznań, n. 2002)

## T(2)
- Filip Trojan, ex calciatore ceco (Třebíč, n. 1983)
- Filip Twardzik, calciatore ceco (Třinec, n. 1993)

## U(2)
- Filip Ugrinić, calciatore svizzero (Lucerna, n. 1999)
- Filip Uremović, calciatore croato (Požega, n. 1997)

## V(3)
- Filip Valenčič, calciatore sloveno (Lubiana, n. 1992)
- Filip Vaško, calciatore slovacco (Rožňava, n. 1999)
- Filip Vecheta, calciatore ceco (n. 2003)

## Z(1)
- Filip Zorvan, calciatore ceco (Nové Město nad Metují, n. 1996)

## Ð(1)
- Filip Đukić, calciatore montenegrino (Hvidovre, n. 1999)

## Č(1)
- Filip Čihák, calciatore ceco (Plzeň, n. 1999)

## Đ(3)
- Filip Đorđević, ex calciatore serbo (Belgrado, n. 1987)
- Filip Đorđević, calciatore serbo (n. 1994)
- Filip Đuričić, calciatore serbo (Obrenovac, n. 1992)

## Š(1)
- Filip Šebo, ex calciatore slovacco (Bratislava, n. 1984)

## Ž(2)
- Filip Žderić, ex calciatore croato (Karlsruhe, n. 1991)
- Filip Živković, calciatore croato (Osijek, n. 2006)